# Zak Spears
Zak Spears, sendo o seu nome de nascença Khristofor Lawl Rossianov, é um ator pornográfico gay estadunidense.
Spears apareceu no filme de longa-metragem The Doom Generation (1995) usando o seu nome real, Khristofor Rossianov.

## Biografia
Nascido em Chicago, Illinois, de origem russa e alemã, foi descoberto pelo diretor Chi Chi LaRue em um bar gay de Minneapolis. Iniciou sua carreira na pornografia gay em 1993, participando de mais de 50 filmes ao longo dos anos. Ele ficou conhecido por seu físico massivo e masculino, seu corpo peludo e seus orgasmos barulhentos. No início da carreira pesava 86 kg, apresentando um físico musculoso e tonificado, com o passar dos anos chegou ao peso de 107 kg.
Em 2001, ele foi incluído no "Grabby Awards" como uma lenda da pornografia gay. No JRL Gay Film Awards de 2010, ele foi premiado como o melhor “urso ativo” do ano.

## Ligações Externas
- Zak Spears. no IMDb.
- Zak Spears entrevistado no unzipped.net